# 美国郡
- 令制国一覧 > 北海道 (令制) > 後志国 > 美国郡
- 日本 > 北海道 > 後志支庁 > 美国郡

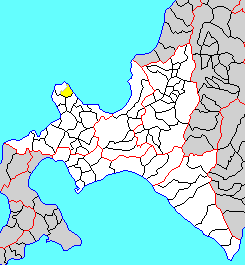
北海道美国郡の位置（黄：明治期）

美国郡（びくにぐん）は北海道（後志国）後志支庁にあった郡。

## 郡域
1879年（明治12年）に行政区画として発足した当時の郡域は、積丹郡積丹町の一部（美国町・幌武意町・婦美町）にあたる。

## 歴史

### 郡発足までの沿革
江戸時代、美国郡域は和人地となる。松前藩によってビクニ場所が開かれていた。
陸上交通は、積丹・美国両場所請負人岩田屋金蔵によって積丹場所日司より美国場所小泊に至る約4里（15.7km）の新道（道道野塚婦美線・国道229号の前身）が開削されている。美国神社の前身の稲荷神社は享保10年の創祀。
江戸時代後期の文化4年には、美国郡域は天領とされた。文政4年には松前藩の元に戻されたものの、安政2年再び天領となり庄内藩警固地となる。戊辰戦争（箱館戦争）終結直後の1869年、大宝律令の国郡里制を踏襲して美国郡が置かれた。

### 郡発足以降の沿革

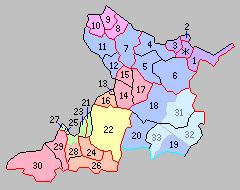
北海道一・二級町村制施行時の美国郡の町村（8.美国村 桃：積丹町）

- 明治2年8月15日（1869年9月20日） - 北海道で国郡里制が施行され、後志国および美国郡が設置される。開拓使が管轄。
- 明治5年
  - 4月9日（1872年5月15日） - 全国一律に戸長・副戸長を設置（大区小区制）。
  - 10月10日（1872年11月10日） - 4月に設置された区を大区と改称し、その下に旧来の町村をいくつかまとめて小区を設置（大区小区制）。
- 明治9年（1876年）9月 - 従来開拓使において随意定めた大小区画を廃し、新たに全道を30の大区に分ち、大区の下に166の小区を設けた。

- 第5大区
  - 3小区 ： 船澗村、小泊村、厚苫村
  - 4小区 ： 幌武意村、婦美村

- 明治12年（1879年）7月23日 - 郡区町村編制法の北海道での施行により、行政区画としての美国郡が発足。
- 明治13年（1880年）3月 - 古平郡外二郡役所（古平美国積丹郡役所）の管轄となる。
- 明治15年（1882年）2月8日 - 廃使置県により札幌県の管轄となる。
- 明治19年（1886年）1月26日 - 廃県置庁により北海道庁札幌本庁の管轄となる。
- 明治22年（1889年）1月 - 小樽郡外六郡役所（小樽高島忍路余市古平美国積丹郡役所）の管轄となる。
- 明治30年（1897年）11月5日 - 郡役所が廃止され、小樽支庁の管轄となる。
- 明治35年（1902年）4月1日 - 北海道二級町村制の施行により、小泊村、船澗村、厚苫村、幌武意村、婦美村の区域をもって美国村（二級村）が発足。（1村）
- 明治42年（1909年）4月1日 - 美国村が北海道二級町村制・町制を施行して美国町（一級町）となる。（1町）
- 明治43年（1910年）3月1日 - 小樽支庁が廃止され、後志支庁の管轄となる。
- 昭和18年（1943年）6月1日 - 北海道一・二級町村制が廃止され、北海道で町村制を施行。
- 昭和22年（1947年）5月3日 - 地方自治法の施行により北海道後志支庁の管轄となる。
- 昭和31年（1956年）9月30日 - 美国町が積丹郡余別村・入舸村と合併して積丹郡積丹町が発足。同日美国郡消滅。